# Јурга (Војнић)
Јурга је насељено место на Кордуну, у саставу општине Војнић, Карловачка жупанија, Република Хрватска.

## Историја
Јурга се од распада Југославије до августа 1995. године налазила у Републици Српској Крајини.

## Становништво
Јурга је према попису из 2011. године имала 89 становника.

### Број становника по пописима
| Националност   | 2001. | 1991. | 1981. | 1971. | 1961. | 1953. | 1948. | 1931. | 1921. | 1910. | 1900. | 1890. | 1880. | 1869. | 1857. |
| бр. становника | 170   | 141   | 157   | 144   | 187   | 172   | 144   | 264   | 237   | 257   | 238   | 254   | 228   | 222   | 176   |

### Национални састав
| Националност       | 2001.        | 1991.        | 1981.        | 1971.        | 1961.        |
| Срби               | 121 (71,17%) | 135 (95,74%) | 152 (96,81%) | 143 (99,30%) | 182 (97,32%) |
| Хрвати             | 41 (24,11%)  | 1 (0,70%)    | 1 (0,63%)    | 0            | 3 (1,60%)    |
| Југословени        | 0            | 4 (2,83%)    | 2 (1,27%)    | 0            | 0            |
| остали и непознато | 8 (4,70%)    | 1 (0,70%)    | 2 (1,27%)    | 1 (0,69%)    | 2 (1,06%)    |
| Укупно             | 170          | 141          | 157          | 144          | 187          |